# Зырнешть
Зырнешть (рум. Zîrnești) — село в Кагульском районе Молдавии. Является административным центром коммуны Зырнешть, включающей также сёла Пайку и Третешть.

## География
Село расположено на высоте 26 метров над уровнем моря.

## Население
По данным переписи населения 2004 года, в селе Зырнешть проживает 1908 человек (947 мужчин, 961 женщина).
Этнический состав села:
| Национальность | Число жителей | Процентный состав |
| -------------- | ------------- | ----------------- |
| молдаване      | 1677          | 87.89             |
| цыгане         | 120           | 6.29              |
| румыны         | 45            | 2.36              |
| русские        | 19            | 1.0               |
| болгары        | 19            | 1.0               |
| украинцы       | 14            | 0.73              |
| гагаузы        | 6             | 0.31              |
| прочие         | 8             | 0.42              |
| Всего          | 1908          | 100%              |